# Ігра
Ігра́ (рос. Игра) — селище (до 2012 року — селище міського типу) в Росії, адміністративний центр Ігринського району Удмуртії.

## Населення
Населення — 20737 осіб (2010; 22280 в 2002).

## Походження назви
Початкова назва Егра походить від воршуда родової групи, якою населений пункт був заснований. М. Г. Атаманов перекладає назву з мови мансі як «рід вовка», однак дана версія не підтверджується, адже мансі в цих місцях ніколи не проживали. В. С. Чураков приводить більш вагому та реалістичну етимологію. На його думку, назва роду походить від удмуртського чоловічого імені Егир, яке, у свою чергу, утворене від удмуртського егир — вугілля.

## Історія
Село вперше згадується в 1615 році як Егра в списку з дозорних книг воєвод Федора Звенигородського і Василя Жемчужникова та дяка Михайла Одинцова. За даними перепису 1678 року населення села становило 185 осіб, які проживали в 43 дворах. В 1859 році Ігра стає центром волості Глазовського повіту. За даними 10-ї ревізії 1859 року, у 19 дворах проживало всього 111 осіб. Тоді в селі знаходилась сільська управа. В 1929 році Ігра входить до складу Зуринського району, а в 1937 році був утворений Ігринський район з центром в Ігрі. Статус селища міського типу був наданий 1954 року.

## Урбаноніми[7]
- Вулиці: 1-ша Набережна, 1-ша Підлісна, 2-ша Набережна, 2-ша Підлісна, 3-тя Набережна, Азіна, Айвазовського, Бігова, Берегова, Березова, Бєлінського, Братська, Будівників, Бузкова, Василькова, Васнєцова, Верескова, Весняна, Вишнева, Вокзальна, Володарського, Гагаріна, Геологів, Герцена, Гірська, Глазовська, Гоголя, Горобинова, Деповська, Джерельна, Дзержинського, Диспетчерська, Добролюбова, Дружби, Енгельса, Енергетиків, Ентузіастів, Жовтнева, Жукова, Заводська, Заготзерновська, Загребина, Залізнична, Зелена, Зеленогорська, Зоряна, Калинова, Калініна, Карла Маркса, Квіткова, Кедра Мітрея, Кільцева, Кірова, Кленова, Ключова, Колгоспна, Комсомольська, Комунальна, Комунарів, Кооперативна, Короленка, Космонавтів, Крупської, Кутузова, Левітана, Леніна, Липнева, Липова, Лісова, Лісовозна, Лозова, Ломоносова, Лучна, Льва Толстого, Магістральна, Максима Горького, Мальцева, Матросова, Маяковського, Микитська, Миру, Міліціонна, Мічуріна, Мокрушинська, Муромська, Н. Курченка, Наговіцина, Нафтовиків, Некрасова, Никандровського, Нова, Озерна, Окраїнна, Осинова, Островська, Паркова, Перевощикова, Перемоги, Перлинна, Перм'якова, Першотравнева, Південна, Північна, Підгірна, Піонерська, Піщана, Польова, Полярна, Праці, Пролетарська, Промислова, Пугачова, Пушкіна, Радянська, Райдужна, Рєпіна, Свердлова, Світанкова, Світла, Світлогорська, Свободи, Сільська, Сонячна, Соснова, Спортивна, Стадіонна, Східна, Травнева, Трактова, Удмуртська, Уральська, Фрунзе, Цегляна, Центральна, Чайковського, Чапаєва, Червона, Червоноармійська, Черемушки, Чернишевського, Чкалова, Шевченка, Шишкіна, Шкільна, Ювілейна, Янтарна, Ярославська, Ясна
- Провулки: Вільховий, Герцена, Дзержинського, Добролюбова, Енгельса, Залізничний, Зеленогорський, Кедра Мітрея, Миру, Парковий, Перемоги, Підгірний, Похідний, Радянський, Садовий, Свободи, Степовий, Тихий, Ювілейний, Ялиновий

## Відомі люди
У селищі народився Кедра Мітрей (Корепанов Дмитро Іванович) — удмуртський письменник, вчений, громадський діяч, журналіст, член Спілки письменників СРСР.